# Yoshi's Cookie
Yoshi's Cookie (Japans: ヨッシーのクッキー; Yosshī no Kukkī) is een computerspel dat werd uitgegeven door Nintendo. Het spel kwam in 1992 uit voor de Game Boy en de NES. Later volgde ook de SNES en de Wii Virtual Console. Het spel is een puzzelspel. Het doel van het spel is voor Mario, Yoshi, Princess Peach en Bowser om de koekjes te mixen in de koekjesfabriek. Het spel werd gemaakt door Bulletproof Software en werd uitgebracht door Nintendo. Sommige fans vonden de 8-bit NES/Famicom-versie beter dan de 16-bit versie, omdat het minder animatiebeelden bevatte en een beter reagerende besturing, maar anderen meenden dat de extra mogelijkheden in de SNES-versie handig waren.
Yoshi's Cookie was ook verkrijgbaar in het Nintendo GameCube-spel Nintendo Puzzle Collection, samen met Dr. Mario en Tetris Attack.

## Platforms
| Jaar | Platform            |
| ---- | ------------------- |
| 1992 | Game Boy, NES       |
| 1993 | SNES                |
| 2008 | Wii Virtual Console |

## Ontvangst
| Beoordeeld door                | Jaar | Platform            | Score |
| ------------------------------ | ---- | ------------------- | ----- |
| All Game Guide                 | 1998 | NES                 | 80%   |
| Nintendojo                     | 2003 | Game Boy            | 80%   |
| NES Player                     | 2011 | NES                 | 80%   |
| The Video Game Critic          | 2001 | NES                 | 75%   |
| Nintendo Magazine System UK    | 1993 | Game Boy            | 75%   |
| Official Nintendo Magazine     | 2008 | Wii Virtual Console | 72%   |
| Games Master                   | 1993 | SNES                | 72%   |
| N-Force                        | 1993 | Game Boy            | 70%   |
| ASM (Aktueller Software Markt) | 1993 | SNES                | 67%   |
| Total! (Duitsland)             | 1993 | Game Boy            | 65%   |